# Đông Dương Cộng sản Đảng
Đông Dương Cộng sản Đảng là một trong ba tổ chức cộng sản tiền thân của Đảng Cộng sản Việt Nam. Hai tổ chức kia là An Nam Cộng sản Đảng và Đông Dương Cộng sản Liên đoàn.

## Bối cảnh
Trong những năm 1920, phong trào cách mạng phản đế quốc, phản phong kiến phát triển mạnh mẽ ở Việt Nam. Một trong những tổ chức cách mạng tích cực nhất lúc bấy giờ là Việt Nam Thanh niên Cách mạng Đồng chí Hội, theo thiên hướng cộng sản do Nguyễn Ái Quốc tổ chức nên năm 1925 ở Quảng Châu (Trung Quốc). Cuối thập niên 1920 đã có nhiều cộng sản đoàn được thành lập trong tổ chức này. Một số thành viên cấp tiến nhất muốn thành lập một đảng cộng sản thực sự ở Việt Nam thay thế cho Việt Nam Thanh niên Cách mạng Đồng chí Hội. Sau đó Việt Nam cộng sản Đảng đã đổi tên trong một cuộc họp ở Hồng Kông tháng 10.1930 vì Quốc tế Cộng sản chủ trương chỉ thành lập duy nhất 1 đảng tại Đông Dương.

## Chi bộ cộng sản đầu tiên
Tháng 3 năm 1929, 7 đoàn viên trong Kỳ bộ Thanh niên Cách mạng Đồng chí Hội Bắc Kỳ gồm:
- Ngô Gia Tự,
- Nguyễn Đức Cảnh,
- Trịnh Đình Cửu,
- Trần Văn Cung,
- Đỗ Ngọc Du
- Dương Hạc Đính
- Nguyễn Tuân (Kim Tôn)

đã nhóm họp tại nhà 5D Hàm Long, Hà Nội, quyết định thành lập chi bộ cộng sản và bầu Trần Văn Cung (bí danh Quốc Anh) làm bí thư. Nguyễn Phong Sắc mặc dù vắng mặt do bận công tác đột xuất nhưng vẫn được công nhận là thành viên chính thức. Đây là chi bộ cộng sản đầu tiên ở Việt Nam. Chi bộ này chủ trương tiến tới thành lập đảng cộng sản. Trên cơ sở đó, chi bộ tích cực chuẩn bị để đi đến thành lập một đảng cộng sản thay thế cho Việt Nam Thanh niên Cách mạng Đồng chí Hội.

## Bất đồng
Tại đại hội lần thứ nhất của Việt Nam Thanh niên Cách mạng Đồng chí hội vào đầu tháng 5 năm 1929 đã xảy ra sự bất đồng giữa các đoàn đại biểu xung quanh việc xúc tiến thành lập đảng cộng sản. Sau khi đề nghị giải tán Việt Nam Thanh niên Cách mạng Đồng chí Hội, thành lập đảng cộng sản bị bác bỏ, đoàn đại biểu Bắc Kỳ (gồm Trần Văn Cung, Ngô Gia Tự và Nguyễn Tuân) rút khỏi đại hội, bỏ về nước.

## Thành lập và hoạt động
Ngày 17 tháng 6 năm 1929 tại số nhà 312 Khâm Thiên, Hà Nội,. khoảng 20 đại biểu các tổ chức cơ sở cộng sản ở miền Bắc họp đại hội quyết định thành lập Đông Dương Cộng sản Đảng, thông qua Tuyên ngôn, Điều lệ của đảng, quyết định xuất bản báo Búa Liềm, cử ra Ban Chấp hành Trung ương lâm thời của đảng gồm: Trịnh Đình Cửu, Nguyễn Đức Cảnh, Ngô Gia Tự, Trần Văn Cung, Nguyễn Phong Sắc, Trần Tư Chính, Nguyễn Tuân (Kim Tôn). Tổ chức này phát triển ở Bắc Kỳ và cử người vào Trung Kỳ, Nam Kỳ vận động thành lập đảng trong toàn thể Việt Nam.
Tháng 2 năm 1930, Đông Dương Cộng sản Đảng cùng các tổ chức cộng sản khác ở Việt Nam (An Nam Cộng sản Đảng, Đông Dương Cộng sản Liên đoàn) được thống nhất lại thành Đảng Cộng sản Đông Dương (Trịnh Đình Cửu là người đứng đầu Ban Chấp hành Trung ương lâm thời). Ngày 3 tháng 2 năm 1930, Đông Dương Cộng sản Đảng và An Nam Cộng sản Đảng chính thức hợp nhất thành Đảng Cộng sản Đông Dương. Riêng Đông Dương Cộng sản Liên đoàn lúc đó mới thành lập chưa kịp cử đại diện đi họp. Ngày 24 tháng 2 cùng năm thì Đông Dương Cộng sản Liên đoàn chính thức kết hợp vào Đảng Cộng sản Đông Dương.
Theo tiến sĩ Vũ Quang Hiển, Đại học Quốc gia Hà Nội, năm 1930 Nguyễn Ái Quốc cho rằng phải thành lập đảng cộng sản riêng rẽ ở ba nước Đông Dương, nhưng Quốc tế Cộng sản chủ trương chỉ thành lập ở Đông Dương một đảng duy nhất. Kết quả hội nghị ở Hồng Kông tháng 10.1930, do Trần Phú chủ trì, quyết định bỏ tên Việt Nam cộng sản Đảng mà lấy tên Đảng Cộng sản Đông Dương.
Khi hội nghị trung ương đảng cộng sản Đông Dương họp tại Sài Gòn ngày 12-3-1931, mối quan hệ giữa Ban chấp hành trung ương, người lãnh đạo lúc đó là Trần Phú, với ông Hồ Chí Minh, lúc đó ở Hồng Kông, đã xuống dốc rất nhiều. Theo Sophie Quinn-Judge, tác giả cuốn "Hồ Chí Minh: Những năm chưa biết đến" (Hochiminh: The missing years), ông Hồ lúc đó bị chỉ trích vì người ta bắt đầu xem ông là một nhà cải cách theo xu hướng quốc gia. Về việc này, tiến sĩ Vũ Quang Hiển, Đại học Quốc gia Hà Nội, nhận định, Hồ Chí Minh lúc đó có nhiều quan điểm khác Quốc tế Cộng sản, và vì thế đã "bị lên án bằng những lời lẽ rất nặng nề từ những chiến sĩ cận vệ của Quốc tế Cộng sản".